# Gelao (etnia)
Gelao (em  chinês tradicional: 仡佬族; chinês simplificado: 仡佬族; pinyin: Gēlǎozú) e um grupo étnico que teve origem no sul da China. Eles formam um dos 56 grupos étnicos oficialmente reconhecidos pela República Popular da China, e aproximadamente, 579 400 pessoas, de acordo com o recenseamento chinês de 2000. Sua língua é o gelao.
Na atualidade, os pessoas vivem principalmente em Guizhou (aproximadamente 559 500 pessoas) e Região Autônoma Zhuang de Guangxi, Yunnan, Guangdong, mas existem comunidades espalhadas por todo o país.